# 直井正博
直井正博（なおいまさひろ、 ）は、日本のアニメーター。東映アニメーション所属。

## 主な参加作品

### テレビアニメ
- 悪魔くん（作画監督）
- 暴れん坊力士!!松太郎（作画監督）
- おしりたんてい（原画）
- ガイキング LEGEND OF DAIKU-MARYU（作画監督、サブキャラクターデザイン、キャラクター総作画監督）
- 怪談レストラン（作画監督）
- キン肉マンII世（作画監督）
- ゲゲゲの鬼太郎（第4シリーズ）（作画監督）
- 剛Q超児イッキマン（作画監督）
- コンポラキッド（作画監督）
- 真拳伝説タイトロード（作画監督）
- SLAM DUNK（作画監督）
- 世紀末救世主伝説 北斗の拳（作画監督）
- シティーハンター（初代OP原画）
- 聖闘士星矢（作画監督）
- それいけ!アンパンマン（原画）
- 太陽の勇者ファイバード（作画監督）
- 探検ドリランド（作画監督）
- 探検ドリランド -1000年の真宝-（作画監督）
- 釣りバカ日誌（作画監督、キャラクターデザイン）
- デジモンアドベンチャー（作画監督）
- デジモンアドベンチャー02（作画監督）
- デジモンテイマーズ（作画監督）
- デジモンクロスウォーズ（作画監督）
- デジモンユニバース アプリモンスターズ（作画監督）
- 伝説の勇者ダ・ガーン（作画監督）
- 逃走中 グレートミッション（作画監督）
- ドラゴンボール超（作画監督）
- ねぎぼうずのあさたろう（作画監督）
- はたらキッズ マイハム組（作画監督）
- 祝!(ハピ☆ラキ)ビックリマン（作画監督、チーフアニメーター）
- ひみつのアッコちゃん（第3作）（作画監督）
- ボボボーボ・ボーボボ（作画監督）
- マリー&ガリー ver.2.0（作画監督）
- もーれつア太郎（作画監督、キャラクターデザイン）
- 勇者エクスカイザー（作画監督）
- 勇者特急マイトガイン（作画監督）
- ワールドトリガー（作画監督）
- ONE PIECE（原画）
- ゲゲゲの鬼太郎（第6シリーズ）（原画）
- デジモンアドベンチャー:（作画監督）
- デジモンゴーストゲーム（作画監督）

### 劇場アニメ
- ゲゲゲの鬼太郎（原画）
- ゲゲゲの鬼太郎 最強妖怪軍団!日本上陸!!（原画）
- 聖闘士星矢 最終聖戦の戦士たち（作画監督、キャラクターデザイン）
- Dr.スランプ アラレちゃん んちゃ!ペンギン村はハレのち晴れ（作画監督、キャラクターデザイン）
- Dr.スランプ アラレちゃん んちゃ!ペンギン村より愛をこめて（作画監督、キャラクターデザイン）
- Dr.スランプ アラレちゃん ほよよ!!助けたサメに連れられて…（作画監督、キャラクターデザイン）
- Dr.スランプ アラレちゃん んちゃ!!わくわくハートの夏休み（作画監督、キャラクターデザイン）
- バツ&テリー（作画監督）